# Junya Imase
Junya Imase (今瀬 淳也 Imase Junya?, nacido el 3 de enero de 1993 en Chiba) es un futbolista japonés que se desempeña como defensa.

## Trayectoria

### Clubes
| Club            | País  | Año         |
| --------------- | ----- | ----------- |
| Mito HollyHock  | Japón | 2015 - 2017 |
| Kataller Toyama | Japón | 2018 -      |

## Estadística de carrera

### J. League
| Club           | Año   | J. League | J. League | Copa J. League | Copa J. League | Total | Total |
| Club           | Año   | Part.     | Goles     | Part.          | Goles          | Part. | Goles |
| -------------- | ----- | --------- | --------- | -------------- | -------------- | ----- | ----- |
| Mito HollyHock | 2015  | 16        | 0         | -              | -              | 16    | 0     |
| Mito HollyHock | 2016  | 20        | 1         | -              | -              | 20    | 1     |
| Mito HollyHock | 2017  | 26        | 0         | -              | -              | 26    | 0     |
| Total          | Total | 62        | 1         | 0              | 0              | 62    | 1     |